# Offenbarungskirche (Berlin)

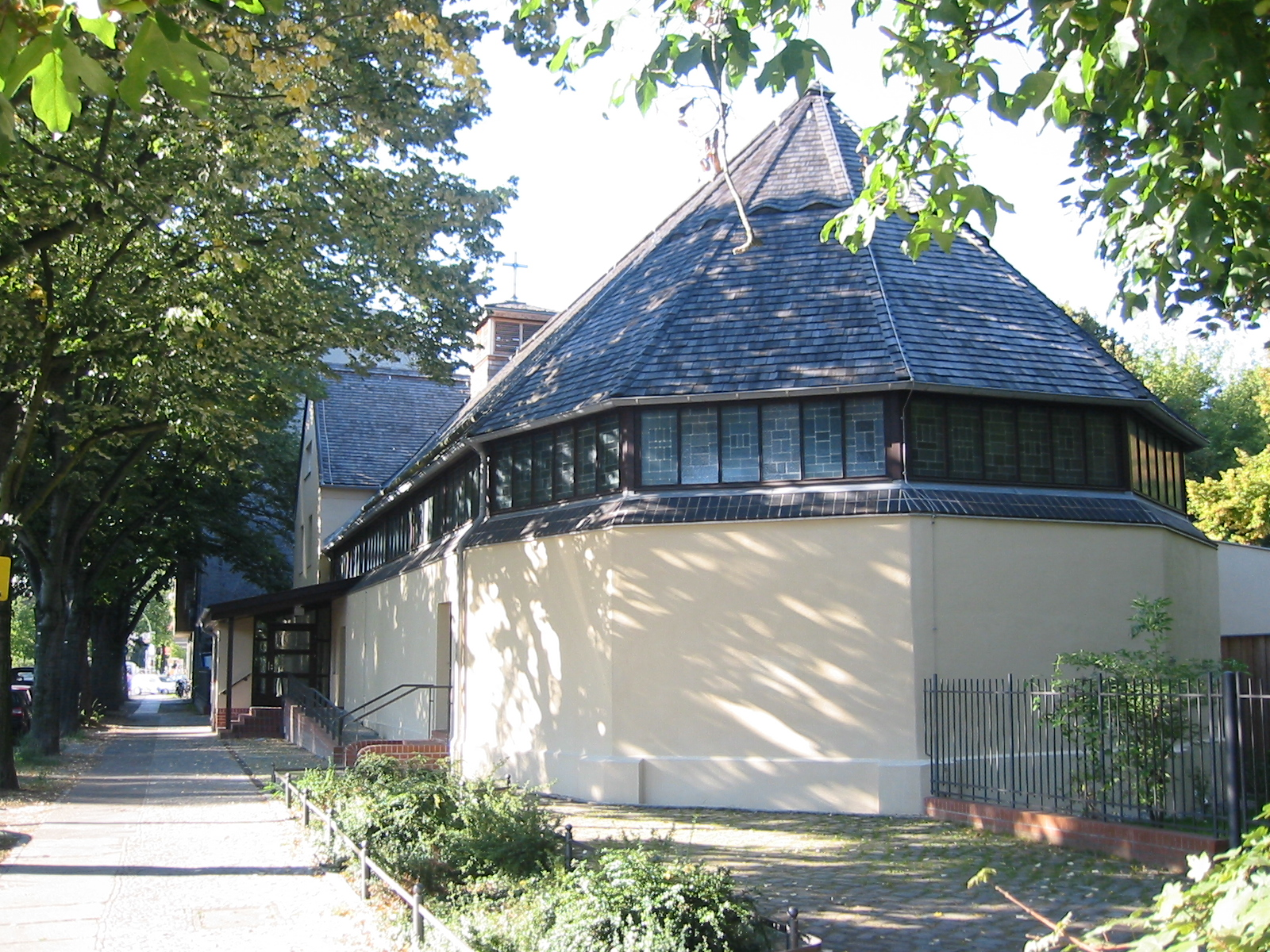
Die evangelische Offenbarungskirche in der Simplonstraße 31–37, Berlin-Friedrichshain von Südosten

Die Offenbarungskirche ist eine evangelische Kirche im Berliner Ortsteil Friedrichshain. Sie ist eine von insgesamt 43 Notkirchen, die nach dem  Zweiten Weltkrieg nach einem Entwurf des Bauhaus-Architekten Otto Bartning in Deutschland gebaut wurden. Sie gehört zur Evangelischen Kirchengemeinde Boxhagen-Stralau im Kirchenkreis Berlin Stadtmitte. Sie ist eine von drei Gottesdienststätten der Gemeinde und der zentrale Ort der Gemeindearbeit. Die Kirche ist nicht allein stehend, sondern Teil eines multifunktionellen Gemeindezentrums, das u. a. auch noch weitere Gruppenräume umfasst.
Die Offenbarungskirche ist neben der hölzernen evangelisch-methodistischen Christuskirche (Holzkirche schwedischer Bauart) eine von zwei nach dem Zweiten Weltkrieg in Friedrichshain errichteten Notkirchen sehr unterschiedlicher Art.

## Entstehung

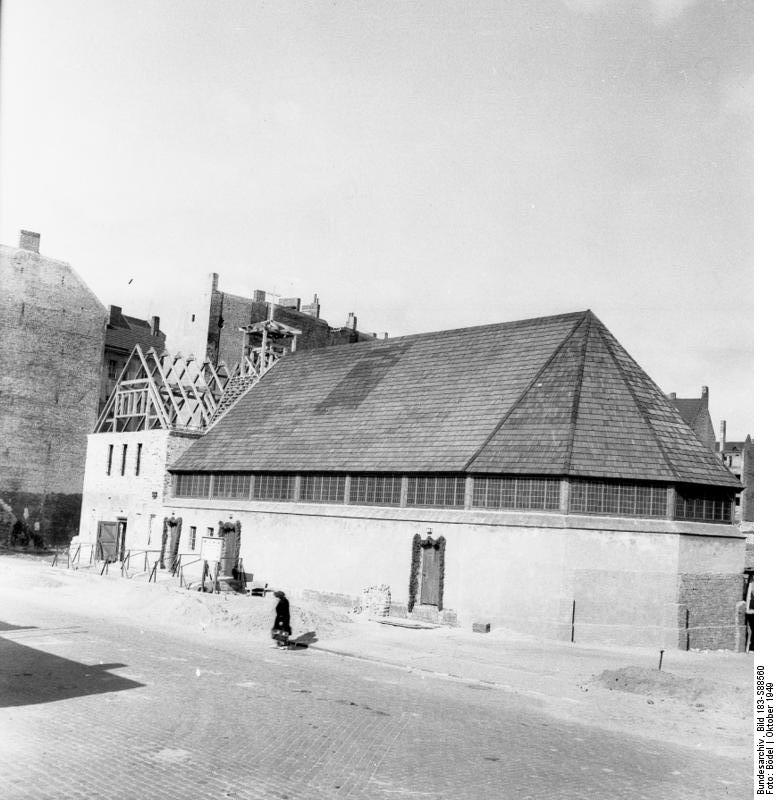
Die Offenbarungskirche, Herbst 1949

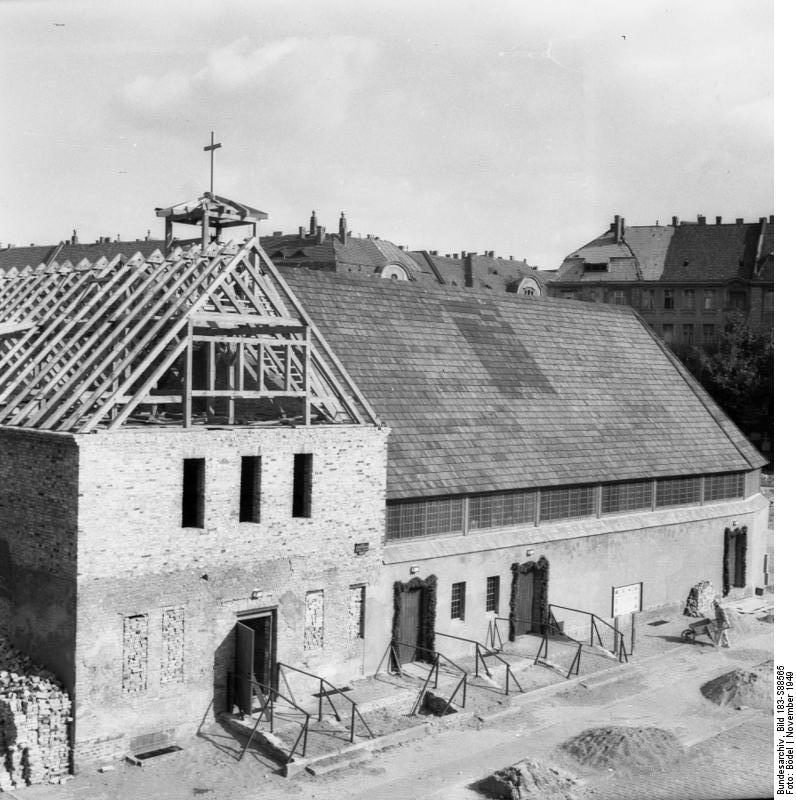
Die Offenbarungskirche, Herbst 1949

Otto Bartning, der zu den Pionieren der Serienfertigung und des Montagebaus zählt, übertrug dieses Prinzip (im Sakralbau fand es durch ihn erstmals in der weltberühmten Stahlkirche 1928 Anwendung) nach dem Zweiten Weltkrieg auf seine sogenannten Notkirchen. Nach seinem Entwurf entstanden zwischen 1948 und 1951 in Deutschland 43 Kirchen, die in einer Kombination von Auslands- und Selbsthilfe errichtet wurden. Für jede der gebauten Notkirchen kam eine Spende von 10.000 US-Dollar aus dem Ausland, die vorgefertigten Holzbinder für das Grundgerüst der Kirche wurden geliefert und vor Ort nur endmontiert, zum Verfüllen des Gerüstes wurden dann häufig Trümmersteine benutzt, an den Arbeiten vor Ort war die Gemeinde beteiligt.
Wer Not dabei allein mit Mangel an Baumaterialien oder billig interpretiert, geht fehl: Gemeint war, dass diese Neubauten durch hohe Symbolkraft (Zelt in der Wüste) in schlichter Form der geistigen Not und dem Umherirren nach dem Krieg ein Ende setzen sollten. Dennoch diktierte der Nachkriegsmangel das Baukonzept. „So musste Stein hier unverputzter Stein, Holz gewachsenes Holz und Stahl unverkleideter Stahl sein“, sagte Bartning in seiner Ansprache bei der Einweihung der ersten Notkirche in Pforzheim.
Die Offenbarungskirche, der erste Berliner Kirchenneubau nach dem Krieg, wurde vom Schweizer Hilfswerk der Evangelischen Kirche gestiftet. Für den Kirchbau tauschte die Gemeinde ein Grundstück am Wühlischplatz gegen das Grundstück in der Simplonstraße, auf dem erst Trümmer beseitigt werden mussten. Am 21. September 1948 wurde der Grundstein gelegt. Nach nur einem Jahr Bauzeit wurde die Kirche am 25. September 1949 eingeweiht. Das angebaute Gemeindehaus konnte jedoch erst 1954 fertiggestellt werden. Der Bau befand sich zur Zeit der Planung, Errichtung und Fertigstellung der Kirche im Sowjetischen Sektor. Mehr zum gesellschaftlichen Kontext für den Kirchenbau in Friedrichshain zu Zeiten der Teilung Berlins findet sich → hier.

## Städtebauliche Situation
Der Gebäudekomplex Offenbarungskirche präsentiert sich als freistehendes Bauwerk in einem städtebaulichen Umfeld, das ansonsten überwiegend von geschlossener Bebauung mit typischen Berliner fünfgeschossigen gründerzeitlichen Mietskasernen geprägt wird. Zur Straßenseite ist das Gebäude aber nur wenig gegenüber der Bauflucht der Blockrandbebauung zurückversetzt. Der teils eingeschossige, teils zweigeschossige (plus Dachgeschoss) Gebäudekomplex ist somit niedriger als die umgebende Wohnbebauung, eine für eine innerstädtische Kirche untypische Situation. Sie entspricht aber der veränderten Rolle der Kirche in der DDR und Ost-Berlin (bzw. dem Sowjetischen Sektor).

## Gebäude
Der Kirchenraum liegt in einem Gebäudekomplex, der auch Gemeindehaus, Pfarrwohnung und Gemeindebüro (Küsterei) enthält. Das Gebäude besteht aus zwei Gebäudeteilen: dem eigentlichen Kirchengebäude (die Bartning-Notkirche), das traufseitig zur Straße steht, und dem nordwestlich angebauten giebelständigen Pfarr- und Gemeindehaus. Letzteres ist zweigeschossig, zuzüglich Dachgeschoss, und überragt damit den Gebäudeteil der Kirche. Beide Gebäudeteile gehen funktional ineinander über. Hinter und auf beiden Seiten des Komplexes befindet sich der Gemeindegarten, der als Außenbereich ebenso von der Gemeinde genutzt wird.
Die Offenbarungskirche ist ein länglicher Bau mit einem vieleckigen Chorraum. Der Kirchraum erhält Licht durch ein umlaufendes Fensterband. Das Dach ist mit Holzschindeln gedeckt und trägt einen Dachreiter. Die bauliche Grundidee des Kirchenraums sind hintereinander gestellte hölzerne Bögen, die eine Außenhaut tragen. Alle Bauelemente sind sichtbar, nichts ist versteckt. Der von ganz unten aufsteigende Bogen der Dachkonstruktion lässt noch die Verwurzelung im Expressionismus ahnen.

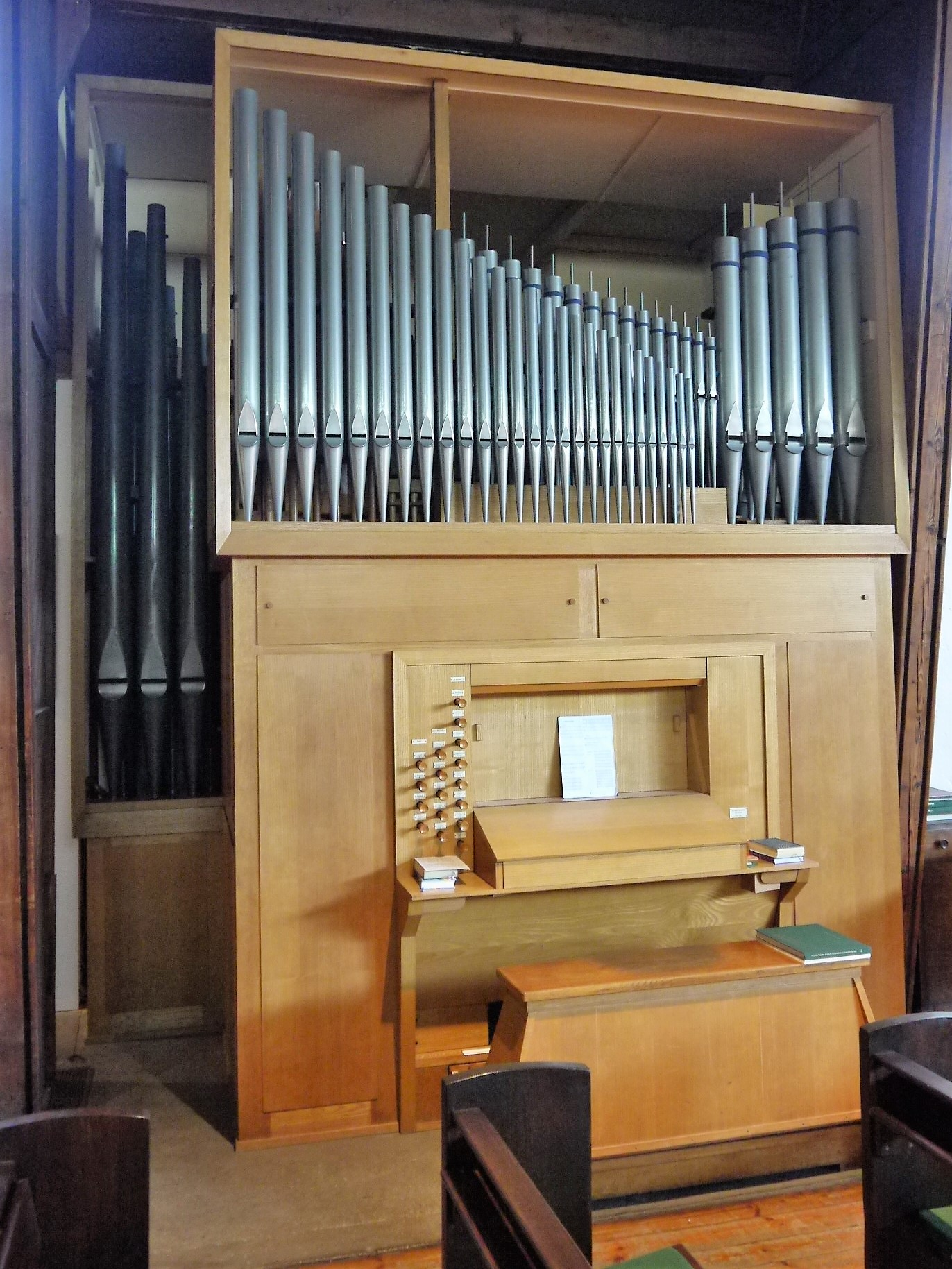
Orgel der Offenbarungskirche

1979 wurden der Altarraum neu gestaltet und die Innenwände geweißt. 2002–2005 erfolgte eine umfassende denkmalgerechte Restaurierung.
Die Offenbarungskirche ist seit 1998 die Hauptkirche der durch Fusion entstandenen Gemeinde Boxhagen-Stralau. Sukzessive entstand aus vier Gemeinden bis 1998 die neue Gemeinde. Zur Gemeinde Boxhagen-Stralau gehören daher heute außerdem die Dorfkirche Stralau und die Zwingli-Kirche. Die auch im Gemeindegebiet liegende, von einer der Vorgängergemeinden (der ehemaligen Verheißungsgemeinde) genutzte Kapelle (Verheißungskirche) wird von der Gemeinde nicht mehr genutzt.
Im Jahr 1962 wurde im Kirchenraum eine Orgel aufgebaut, dem Baukonzept folgend nicht auf der Empore, sondern sichtbar im Blickfeld der Gemeinde. Sie stammt aus der Manufaktur Schuke Orgelbau und verfügt über 16 Register auf zwei Manualen und Pedal.